# Rodolfo Martelli
Rodolfo Guido Martelli (Buenos Aires, 4 de mayo de 1920-desconocido) fue un abogado argentino. Se desempeñó como ministro de Trabajo y Seguridad Social de la Nación Argentina en 1963 durante el gobierno de José María Guido.

## Biografía
Estudió abogacía en la Facultad de Derecho y Ciencias Sociales de la Universidad de Buenos Aires.
Fue subsecretario del Ministerio de Trabajo y Previsión durante el gobierno de facto de Pedro Eugenio Aramburu, entre 1956 y 1958.
En diciembre de 1962 fue designado Secretario de Industria y Minería por el presidente José María Guido, ocupando el cargo hasta su designación como ministro de Trabajo y Seguridad Social de la Nación en marzo de 1963. El Ministerio se encontraba vacante tras la renuncia de Galileo Puente, siendo encabezado de forma interina por el ministro de Educación y Justicia, Alberto Rodríguez Galán. Martelli permaneció en el puesto por pocos meses, hasta mayo de 1963, renunciando en medio de una crisis del gabinete.
En el gobierno de facto de Juan Carlos Onganía, fue vicepresidente y presidente del Banco Industrial de la República Argentina (BIRA) entre 1967 y 1969, por designación del ministro de Economía Adalbert Krieger Vasena.
En el sector privado, fue directivo de diversas empresas metalúrgicas y químicas, siendo integrante de la Unión Industrial Argentina (UIA). También ocupó cargos en compañías bancarias y financieras, presidiendo el Banco Roberts.
En 1976, en el marco de la elaboración de un proyecto de Ley de Entidades Financieras durante la dictadura autodenominada Proceso de Reorganización Nacional, Martelli fue designado como uno de los representantes del Ministerio de Economía (encabezado por José Alfredo Martínez de Hoz) en la comisión asesora honoraria para tratar dicho proyecto de ley.